# Хантсбери
Хантсбери (англ. Huntsbury, ранее — англ. St Martins Hill, Huntsbury Town, Huntsbury-on-the-Hill, Huntsbury-Hill) — пригород Крайстчерча на Южном острове Новой Зеландии. Расположен в предгорьях Порт-Хиллз, в трёх километрах к югу от центра Крайстчерча. Хантсбери объединился с Крайстчерч-сити 1 апреля 1941 года. В тот же день к городу был присоединён район Нью-Брайтон.

## История
Отрог Хантсбери был одним из основных маршрутов маорийского племени Рапаки на пути между Порт-Хиллз и равнинами. В нижней части нынешнего Хантсбери-авеню находился лагерь маори и смотровая площадка, а владельцы недвижимости в этом районе обнаружили в почве большое количество морских раковин.
Первое упоминание о Хантсбери появилось в газете The Press в 1881 году. Поместье «Хантсбери» упоминается в прессе в 1918 году. Холм Святого Мартинса упоминается в объявлениях о продаже как Хантсбери-Таун в 1921 и 1924 годах, а затем как Хантсбери-он-Хилл. Позже переименован в Хантсбери-Хилл и затем в Хантсбери.

### Кашмирский санаторий
На склоне холма Хантсбери изначально располагался комплекс Cashmere Sanatorium — туберкулёзная больница, открытая в 1914 году. В то время передовой метод лечения туберкулеза предусматривал проживание на открытом воздухе, поэтому многие пациенты комплекса жили в «хижинах» площадью около 9 квадратных метров с постоянно открытыми дверями и окнами, даже зимой. После того, как антибиотики в значительной степени победили туберкулёз, эти хижины с 1950 года были выведены из эксплуатации. Одна из них позже была восстановлена городским советом Крайстчерча и находится в конце частной дороги Кимболтон-Лейн.
Другие хижины в качестве временного жилья были построены военнослужащими, вернувшимися после Второй мировой войны. Они проживали в них, пока зарабатывали деньги на строительство постоянного жилья. Этих людей называли «хаттеры» или «хатти», и на них жаловались другие жители.

### Строительство
Первые участки для строительства жилья на холме Хантсбери-Хилл были проданы в январе 1920 года. В 1952 году был построен резервуар для пресной воды вместимостью 35 000 кубических метров.
После выписки последнего пациента с туберкулезом в 1960-х годах санаторный комплекс стал местом расположения больницы «Коронация», которая также была закрыта в 1991 году. Строительная компания «Фултон Хоган» снесла последнюю часть комплекса, чтобы освободить место под застройку Брод Оукс.

### XXI век
К 2011 году резервуар Хантсбери был основным хранилищем питьевой воды в Крайстчерче. Во время землетрясения в Крайстчерче в 2011 году произошёл разрыв ранее неизвестной зоны сдвига под сооружением. Бетонный бассейн резервуара был разрушен, а насосная станция получила значительные повреждения. 35 миллионов литров воды из водохранилища в Хантсбери вытекли через трещины под землю, и многие жители города остались без питьевой воды. После землетрясения была введена в эксплуатацию новая насосная станция, а резервуар был заменён двумя сооружениями по обе стороны от зоны сдвига, спроектированными так, чтобы перемещаться независимо при будущих землетрясениях.
Землетрясение 2011 года также оказало заметное влияние на дома в пригороде. К 2020 году многие дома были отремонтированы, тогда как другие оставались пустыми после разрушения несущих стен.

## Население
По данным переписи населения 2018 года в Хантсбери проживало 2268 человек, из которых 1131 — мужчины и 1137— женщины. 105 человек в Хантсбери указали, что являются маори. Средний возраст населения Хантсбери — 45,8 лет, в то время как средний возраст маори в Хантсбери — 27,9 лет. Заселённых частных домов в Хантсбери насчитывалось 855 штук, незанятых частных домов — 93. В рамках изучения статистики миграции в рамках переписи населения собиралась информация об обычном месте жительства. Сведения о месте проживания за год до переписи относились к населению, обычно проживающему в стране, а информация о годах с момента прибытия в Новую Зеландию относилась к переписи населения, обычно проживающего за рубежом. Так, в Хантсбери жили за границей за год до переписи 1,6 % населения, а 16 % прибыли в Новую Зеландию не ранее 5—9 лет назад. Среди населения в возрасте 15 лет и старше никогда не состояли в браке (в том числе в гражданском) 30,3 % населения, а 55,2 % состояли в действующем браке. 32,9 % опрошенных не имели детей, 10,6 % имели одного ребёнка, 32,6 % — двух, 16,8 % имели троих детей, 4,8 % — четверых, 1,6 % — пятерых, 0,6 % — шесть детей.
|                                                | 2006 (%) | 2013 (%) | 2018 (%) |
| ---------------------------------------------- | -------- | -------- | -------- |
| Европейцы                                      | 80,5     | 94,3     | 94,2     |
| Маори                                          | 3,8      | 4,0      | 4,6      |
| Тихоокеанские народы                           | 0,6      | 0,3      | 0,7      |
| Азиаты                                         | 4,1      | 3,4      | 3,8      |
| Ближневосточные/латиноамериканские/африканские | 0,4      | 0,8      | 1,1      |
| Другая национальность                          | 15,5     | 1,5      | 0,9      |

Среди жителей Хантсбери родились в Новой Зеландии 76,8 %, родились за границей 23,2 %. Говорили на языке маори 1,3 %, новозеландский язык жестов использовали 0,4 %, носители английского языка составляли 97,5% населения. Не относили себя к последователям какой-либо религии 58,9 %, а 32,7 % считали себя христианами.
Жители Хантсбери, работающие полный рабочий день (30 и более часов в неделю) — 51,9 % населения, или неполный рабочий день (менее 30 часов в неделю) — 19,5 %, безработные или не входящие в состав рабочей силы (не ищущие активно работу — 2,5 % или не имеющие возможности работать — 26,2 %).
| Категория                                 | Хантсбери (%) | Крайстчерч (%) | В том числе маори | В том числе маори |
| Категория                                 | Хантсбери (%) | Крайстчерч (%) | Хантсбери (%)     | Крайстчерч (%)    |
| ----------------------------------------- | ------------- | -------------- | ----------------- | ----------------- |
| Менеджеры                                 | 19,6          | 14,9           | 13,6              | 12,5              |
| Профессиональные работники                | 38,1          | 23,8           | 27,3              | 16,7              |
| Техники и работники торговли              | 8,7           | 14,3           | конфиденциально   | 14,7              |
| Работники коммунальных и социальных служб | 7,3           | 9,9            | 18,2              | 11,7              |
| Канцелярские и административные работники | 11,4          | 10,8           | 13,6              | 10,2              |
| Работники сферы продаж                    | 8,7           | 10             | 18,2              | 10,2              |
| Операторы и водители машин                | 2             | 6,3            | конфиденциально   | 10,5              |
| Рабочие                                   | 4,5           | 9,9            | конфиденциально   | 14,4              |

Средний годовой доход жителей Хантсбери составлял 46 300 новозеландских долларов, более 70 000 долларов получало 30,6 % населения.
По видам неоплачиваемой деятельности, которыми жители Хантсбери занимались в течение четырех недель до 6 марта 2018 года, включая работу по дому, уход за ребенком, помощь инвалиду и другую добровольную работу — работа на собственное домашнее хозяйство 92,8 % населения, никакой неоплачиваемой деятельности — 5,7 %.
Перепись населения позволила определить статистику образования населения. Так, среди людей, проживающих в Хантсбери, 19,0 % составляли ученики и студенты дневного отделения (20 и более часов в неделю), 4,0 % населения учились на заочном отделении (менее 20 часов в неделю), 76,9 % не являлись учениками или студентами. При этом 9,3 % населения Хантсбери не имели квалификации, а степень бакалавра и квалификацию 7-го уровня имели 18,8 % населения.
По способам путешествия до работы среди жителей Хантсбери наибольшей популярностью пользовался личный автомобиль — 59,2 % населения, вождение служебного автомобиля — 11,4 %, работают дома 12,5 %, ездят на велосипеде 10 %, ходят или бегают трусцой 0,9 %. По способам путешествия на учёбу — учатся на дому 6,3 %, добираются пешком или бегом трусцой — 16,6 %, в качестве пассажира автомобиля 30,3 % жителей.
По формам собственности доля домохозяйств в Хантсбери распределялась следующим образом: в собственности или в частичной собственности 61,1 %, находится в семейном трасте — 23,7 % домохозяйств. Средняя стоимость аренды жилья в Хантсбери составляла 410 новозеландских долларов в неделю.
В ходе переписи была собрана статистика о количестве удобств для повседневной жизни, которые имеются и находятся в рабочем состоянии в домах Хантсбери. К таким удобствам относятся оборудование для приготовления пищи, водопроводная вода, которую можно пить, кухонная раковина, холодильник, ванна или душ, туалет и электроснабжение. Результаты опроса показали, что у 0,4 % жителей Хантсбери нет доступа к перечисленным удобствам, а доступ ко всем основным удобствам есть у 97,8 % жителей. На иногда возникающую сырость в домах жаловались 6,2 % населения, при этом замечали плесень на площади больше листа бумаги А4 3,6 % жителей Хантсбери. Среди типов отопления, обычно используемых в домах Хантсбери, от теплового насоса или электронагревателя до дровяной горелки или пеллетной топки наибольшей популярностью пользовались тепловые насосы — их использовали 84,5 % опрошенных, электрические нагреватели предпочитали 45,1 % жителей.
Доступ к интернету был у 94,5 %, а доступ к сотовому/мобильному телефону — у 97,1 % опрошенных жителей Ханстбери.

## Образование
В Хантсбери действуют учреждения дошкольного образования — Huntsbury Preschool Inc и Buttercups Huntsbury. Согласно отчёту комиссии по образованию от 16 марта 2021 года, Huntsbury Preschool Inc управляется и регулируется советом родителей-добровольцев и небольшой командой квалифицированных преподавателей. Центр предоставляет образование и уход детям от двух лет до школьного возраста. После проведения обзора ОРО в июне 2016 года был назначен новый менеджер центра из числа преподавателей. В 2021 году учреждение посещало 28 детей. Buttercups Huntsbury участвует в программе 20Hours ECE, предоставляемой правительством для детей старше трёх лет.
Ближайшая начальная школа к Хантсбери — школа святого Мартина. Она находится на Альберт-Террас, в микрорайоне Сент-Мартинс. Школа святого Мартина — это полная начальная школа для обучения детей с 1 по 8 класс, в которой по состоянию на 2018 год обучались 585 детей. Некоторые дети принадлежат к различным культурам, включая небольшое количество детей, изучающих английский язык (ELL). Видение школы заключается в том, чтобы «вдохновлять страсть к обучению», используя метод SMART. Директор школы является одним из руководителей учебного сообщества Te Mana Raupō | Kāhui Ako. Согласно отчёту комиссии по образованию, школа очень эффективно добивается справедливых и отличных результатов для большинства детей в области грамотности, математики и ключевых компетенций Новозеландской учебной программы. В чтении, письме и математике отмечаются стабильно высокие уровни успеваемости по группам.
Кашмирская средняя школа — ближайшая средняя школа, расположенная на Роуз-стрит, в микрорайоне Сомерфилд. Это государственная средняя школа. Она была открыта в 1956 году в связи с ростом населения в южном Крайстчерче в 1950-х годах.

## Благоустройство
Общественный центр Хантсбери был построен на средства, собранные в начале 1970-х годов, и открыт в 1975 году. Центр расположен через дорогу от водохранилища.
В Хантсбери находится один из четырёх фонтанов Крайстчерча. Фонтан Хантсбери находится на площади Конифер.
Неподалёку от Хантсбери расположен парк Маунт-Вернон и заповедник Боуэнвейл, а также заповедник Хантсбери. Между ними находятся одни из лучших в Порт-Хиллз трасс для горных велосипедов. Кроме того, здесь находится пешеходный туристический маршрут Хантсбери-трек, протяжённостью 4,3 км. Это умеренно пересечённый маршрут, который отличается красивыми видами и подходит для всех уровней подготовки. Тропа в основном используется для пеших прогулок, ходьбы, бега и поездок на природу и доступна круглый год.